# Аблен Сен Назер
Аблен Сен Назер (фр. Ablain-Saint-Nazaire) насеље је и општина у североисточној Француској у региону Север-Па де Кале, у департману Па де Кале која припада префектури Арас.
По подацима из 2011. године у општини је живело 1773 становника, а густина насељености је износила 180,0 становника/km². Општина се простире на површини од 9,85 km². Налази се на средњој надморској висини од 95 метара (максималној 188 m, а минималној 77 m).

## Демографија
| 1962. | 1968. | 1975. | 1982. | 1990. | 1999. | 2011. |
| ----- | ----- | ----- | ----- | ----- | ----- | ----- |
| 1.295 | 1.293 | 1.388 | 1.482 | 1.715 | 1.843 | 1.773 |

График промене броја становника у току последњих година